# Neoptychocarpus killipii
Neoptychocarpus killipii là một loài thực vật có hoa trong họ Liễu. Loài này được (Monach.) Buchheim mô tả khoa học đầu tiên năm 1959.